# ザ・ワールド・オブ・グレイホーク・ファンタジー・ゲーム・セッティング
ザ・ワールド・オブ・グレイホーク・ファンタジー・ゲーム・セッティング (The World of Greyhawk Fantasy Game Setting)とワールド・オブ・グレイホーク・ファンタジー・ワールド・セッティング (World of Greyhawk Fantasy World Setting)は、TSR社によって出版された密接に関連する出版物であり、ダンジョンズ&ドラゴンズ (D&D) ・ファンタジー・ロールプレイングゲームのための架空世界であるワールド・オブ・グレイホーク ・キャンペーンセッティングを詳述していた。両者ともゲイリー・ガイギャックスが執筆し、D&D のキャンペーンセッティングに関して詳細で幅広い資料を提供するための、最初の独立した製品であった。

## グレイホークの初期展開
1972年、デイブ・アーンソンのブラックムーア城ゲームの実演を見学した後で、ゲイリー・ガイギャックスは、後にダンジョンズ&ドラゴンズ として知られるようになるルールセットを、アーンソンと共同開発することに合意した。ガイギャックスはプレイヤー達が探検することのできる城とダンジョンというアイデアが気に入り、グレイホーク城と呼ばれる彼自身の架空の場を作り上げ、それをゲームのテストと開発に使用した。1972年から1975年の間におけるほとんど絶え間のない運用により、ガイギャックスと、後に彼の共同ダンジョンマスター（共同DM）となったロブ・クンツは、全世界を対象とするためにこのセッティングを拡張した。TSRの創立、D&D の出版とグレイホーク世界を背景設定としたいくつかのアドベンチャー・モジュールの発売後、ガイギャックスは彼のファンタジー設定をもっと知りたいというプレイヤー達の強い要望があることを知り、驚いた。彼は自分のホーム・キャンペーンに基づいたキャンペーンセッティングを出版することに同意した。

## 1980年の「フォリオ」版
TSRはザ・ワールド・オブ・グレイホーク を1979年早々に出版するつもりであった。編集者アレン・ハマックによる序文の日付は1979年2月であった。ガイギャックス自身はドラゴン誌 の読者に37号において、大災害でも発生しない限りワールド・オブ・グレイホーク の公式発売の準備が整っていることを保証した。しかしながら、ガイギャックスのザ・ワールド・オブ・グレイホーク (TSR 9025)は1980年8月まで発売されなかった。
ザ・ワールド・オブ・グレイホーク は32ページのフォリオ（この版は後の版と区別するためにしばしば「ワールド・オブ・グレイホーク ・フォリオ」と呼ばれる）と、ダーリーン・ペクルが作成したフラネスの34インチ×44インチ（86cm×112cm）の2分割カラー地図が収録されていた。この本には外装カバーが付属し、カバーには地図が記載され、地図上に書かれた全ての国と地域を解説する地名辞典が掲載されていた。地理、歴史、上記の政治的区分に加え、ガイギャックスは以下の事柄も解説した。
- 曜日の名前（星曜日、日曜日、月曜日、神曜日、水曜日、土曜日、休息日）
- 12ヶ月（1ヶ月は28日）の名前と4つの6日間の祝祭の名前。これにより1年は360日となる（貧困祭、探火月、準備月、残寒月、成長祭、植苗月、群羊月、幸日月、豊穣祭、収穫月、善良月、刈取月、醸造祭、修壁月、冬備月、日衰月）
- 縮尺と移動について言及され、そのためDMはプレイヤーが地域から地域へ移動する際にどのくらいの時間がかかるかを記録することができた
- 王室と貴族の優位。そのためDMはプレイヤー達が国家元首に適切に対応することを確実にすることができた
- それに加わることを望むプレイヤー達のための、騎士階級の序列
- DMが不可解なメッセージ、神秘的なお告げ、漠然とした前兆などを作成するために使用できるルーン文字とグリフの小辞典

この初版は、オアース全体の陸地面積の1/4にも満たないオアリク大陸の東端地域のみを集中的に扱っており、各国家に関しては最も基本的な情報のみが記述されていた。DM達は彼ら自身の個々のキャンペーンを完全なものにするために、これらの地域を補完することを期待された。

### 反響
ワールド・オブ・グレイホーク ・フォリオは、ドラゴン誌 46号に2つのレビュー記事が掲載された。ジェフ・セイケンは彼のレビューにおいて、その色鮮やかな外装カバーが「地名辞典で詳述された様々な諸国、諸都市、諸派閥の数多くの紋章で飾られている」と言及し、感銘を受けた。彼は2枚の地図が「正にこの製品の目玉」であり、ダーリーンとTSRの美術部門について「彼らの仕事の品質は賞賛に値する」と述べたが、これらの地図のいくつかの不正確さは大きな欠点であると考えた。彼は小冊子全体を読解することで、地図上に描かれたこの世界をかなり十分に理解できるであろうと感じたが、いくつかの場所については更なる情報の提供が有用であることに気付き、またグレイホーク特有の諸神格のパンテオンの欠如、この世界の有名人の詳細情報の欠如に対して意見を述べた。ケネス・W・バークのレビューにおいて、彼は公式キャンペーンセッティングのかたちでついに「普遍定数」を持てたことが嬉しかった、と述べた。バークは主に作品の些細な不備について不平を述べたが、用語としての「人喰い(cannibal)」と「未開人(savages)」の使用がアフリカ人に向けられた軽蔑的な言及であったと推定し、特に激しく怒りを表した。にもかかわらず、バークはその問題を製品の規模と範囲のせいであるとし、フォリオ版に10点満点中9点の評価を与えた。当時のTSRホビー社における製品開発担当副社長であったローレンス・シックはこの2つのレビューに応答した。彼は、この製品の背後にあるアイデアは「ファンタジー・キャンペーンのために設定―空想的なことが起こり得る理路整然とした環境―を提供すること」であり、そしてザ・ワールド・オブ・グレイホーク はガイギャックス自身のキャンペーンに基づいてはいたが、この出版物は「個々のDM達が彼ら自身のアイデアと個性を与えることができるように、多くの地域が故意に曖昧なままにされた」と述べた。彼はバークの苦言にも応答した。「未開人に関しては、地名辞典の文章のどこにも、誰に対しても皮膚の色に対する記述は存在しない。今まで誰もそれに注意を払わなかった。なぜならそれは重要事ではないからだ」。
ゲームデザイナーのジム・バンブラは「このような広大な地方を詳細に解説するには、32ページの小冊子ではあまりにも少なすぎる」ことを理由として、「期待はずれ」と評した。
シックは1991年発行の書籍ヒロイック・ワールズ において、このキャンペーン・セッティングを「初期AD&D シナリオの多くが舞台としていた、中世ヨーロッパ型のファンタジー世界」であると解説した。

## 版間期
ガイギャックスはTSRのドラゴン 誌を、フォリオ版の情報を更新するための場として使用し、1980年から1983年まで、天候、グレイホークの民族、様々な政治的区分の詳細な解説に関する記事が発表された。ガイギャックスはまた、グレイホーク・セッティングで使用することのできる19柱の諸神格の詳細な解説を発表した。フォリオ版の出版以降、多数のプロジェクトがこのセッティングにより多くの深みと細目を加えるために計画されたが、それらのプロジェクトの多くは実現しなかった。

## 1983年のボックスセット
1983年、TSRはこのキャンペーン世界の拡張版ボックスセットであるワールド・オブ・グレイホーク を出版した（他の版と区別するため、通常は「グレイホーク・ボックスセット」と呼ばれる）。このボックスセットはジェフ・イーズリーのカバーアートを特色としていた。この版では資料の総ページ数がフォリオ版の4倍である128ページに増加していた。この内訳は80ページの小冊子であるア・ガイド・トゥ・ザ・ワールド・オブ・グレイホーク・セッティング：オアースのオアリク大陸東部である、フラネスの地の要覧 と、48ページの小冊子であるグロッソグラフィー・フォー・ザ・ガイド・トゥ・ザ・ワールド・オブ・グレイホーク・ファンタジー・セッティング、CY998年、レル・モード王立大学の長老プルフェット・スメッジャー編纂 の2冊である。フォリオ版と同じ、フラネスの4色カラー地図もまた同梱されていた。
1983年版にはこのセッティングの神々に関する情報、天候、出生地決定表、様々な国々における遭遇表、シナリオの提案などが追加された。ゲームデザイナーのジム・バンブラによると、「この第2版は第1版に比して非常な大冊で、ワールド・オブ・グレイホークをより詳細な、そして活気に満ちた環境にすることに取り組んだ」。

### ガイド
ページ数の多い方の小冊子であるガイド は、編集様式と内容については先に出版されたフォリオ版に類似している。フォリオ版の全ての要旨が、わずかな変更を加えられて掲載された。各地域に関する詳細情報のいくつかは、より明確に提示された。例えば、国々の支配者は従来は肩書きのみが提示されていたが個人名も提示され、人口は概算ではなく1000以下の単位まで提示された。地勢に関する節は再編成され、拡大された。ガイギャックスは年に4回ある祝祭の期間を各々6日間から7日間に変更した。これによって暦年の日数は360日から364日に増加し、そのため毎年同じ日が同じ曜日にあたることとなった。
これまでの3年間に出版されたドラゴン誌 から選抜された記事を中心に、新たな素材もまた加えられた。これはフラネスにおける木とその他の植物相、人間の4つの主要民族、亜人間（エルフ、ドワーフ、ハーフリング）、人型種族（ゴブリンとオーク）の分布を含む人口統計、言語、外見、服装を含む人間の民族性などが挙げられる。同じく2枚の1ページ大の地図―1枚は地域の属性（善、悪、など）、もう1枚は各地域の産物と資源を表す―が掲載された。
ガイド の1/5がグレイホークの諸神格の解説に充てられた。ガイギャックスによるドラゴン誌 の記事で導入された19柱の神々に加え、31柱の神々が追加され、神格の数は総計50柱となった。しかしながら、その外見、勢力範囲、崇拝者などの完全な解説が為されたのは22柱に留まった。その内の19柱はガイギャックスのドラゴン誌 記事からのグレイホークの最初の諸神格であり、完全な解説の為された他の3柱はラクシヴォート（その完全な解説はドラゴン誌 64号で発表済みであった）、ウーラ、ザン・ヤイであった。これらの22柱の諸神格には戦闘用のデータと具体的な能力も解説に含まれていたが、グロッソグラフィー 小冊子の別表に記載されていた。残りの諸神格は、単に名前と勢力範囲が一覧に掲載されたのみであった。
ガイギャックスの最初のドラゴン誌 記事において、いかなる神々に対しても人種による崇拝対象としての好みについては言及されてはいなかった。ボックスセット版においては、4つの人種それぞれに対応する4つのパンテオンが導入された（この版においては非人間種族の諸神格については言及されなかった）。スエル人のパンテオンはレン・ラコフカによって作成され、その後ドラゴン誌 の1984年7月号から11月号にかけて、5部構成の記事として出版された。他のほとんどの神々は残りの3人種のパンテオンに割り当てられ、少数の神々が人間全体によって崇拝されているか、あるいは起源が不明であるとされた。

### グロッソグラフィー
48ページの小冊子である「グロッソグラフィー」には、移動速度表、無作為遭遇表、各地域の統治者一覧などの参照表が掲載されていた。この冊子にはドラゴン誌 に掲載されたデイヴィッド・アクラーの天候生成ルールの改稿版が掲載されていたが、これは使用する表が14から10に低減されていた。またグレイホークの世界に配置することのできる6つのアドベンチャーの例と、TSRがグレイホーク設定として既に出版していた21のモジュールの位置を記した地図も掲載された。それに加え、キャラクターの出生地を決定するためのルール（レン・ラコフカのドラゴン誌 記事より）、注目に値するノンプレイヤーキャラクターの一覧（ガイギャックスのドラゴン誌 記事より）、カラー地図上に記載された各地域、都市、町の座標が掲載されていた。最後に、ガイド で完全な解説の為された22柱の諸神格の戦闘用データが掲載されていた。

## 1983年版への続報
ワールド・オブ・グレイホーク の出版は、ガイギャックスのオアースに対する構想の第一段階であった。続く数年間に渡り、彼はオアリク大陸の別の各地方にフラネスと同等の詳細な歴史、地理、政治的要因を設定して出版することを計画した。ガイギャックスは、オアースの設定されていない半球についても、自分の個人的な覚書に地図を書いていた。このうちの一部はガイギャックスの仕事であろうが、レン・ラコフカとフランソワ・フロワドヴァルもまた、ガイギャックスがオアース上に配置することを望んだ素材を作成した。当時TSRのクリエイティブ・コンサルタントであったフランク・メンツァーは、彼のホーム・キャンペーン設定である「アクアリア」を背景としたRPGAトーナメント・アドベンチャーを4つ執筆した（TSRによってRシリーズ・モジュールの最初の4つとして出版された。R1 トゥ・ジ・エイド・オブ・ファルクス、R2 インベスティゲイション・オブ・ハイデル、R3 ジ・エッグ・オブ・ザ・フェニックス、R4 ドックス・アイランド）。メンツァーは、それらが新たな「アクア=オアリディアン」キャンペーンの最初の部分となり、フラネスを除くオアース上のどこかに配置されることを想定していた。
1983年版が出版された時までに、ガイギャックスは土曜朝のダンジョンズ&ドラゴンズ ・テレビアニメーション・シリーズの台本チェックのためと、D&D の映画製作契約を獲得するために、半恒久的にハリウッドに詰めていた。彼の指導なしでは、これらの計画の多くは実現しなかった。

## セッティングの更新
ガイギャックスが1985年の末にTSRを追放され、グレイホークの開発権を完全に失った後に、TSRや後年にはウィザーズ・オブ・ザ・コーストによって多くの後継作品が発売され、本来の情報が更新あるいは修正された。その内重要度の高いものには以下の作品が挙げられる。
- グレイホーク・アドベンチャーズ 、1988年、ハードカバー本。
- フロム・ジ・アッシュズ 、1992年、ボックスセット。
- グレイホーク：ジ・アドベンチャー・ビギンズ 、1998年、資料集（1998年オリジン賞最優秀ロールプレイング・サプリメント 受賞[28]）。
- リビング・グレイホーク・ガゼティア 、2000年、資料集。

## 追加文献
レビュー：ザ・スペース・ゲーマー誌 33号（1980年）
- "Green Nightmare: The Amedio Jungle, Part I"、ジ・オアース・ジャーナル誌 4号
- "Player's Guide to the World of Greyhawk: Perrenland"、ジ・オアース・ジャーナル誌 5号
- "Sage Advice"、ドラゴン誌 141号
- "The Iquandex, v. 10"、ジ・オアース・ジャーナル誌 6号